# Lazarevac

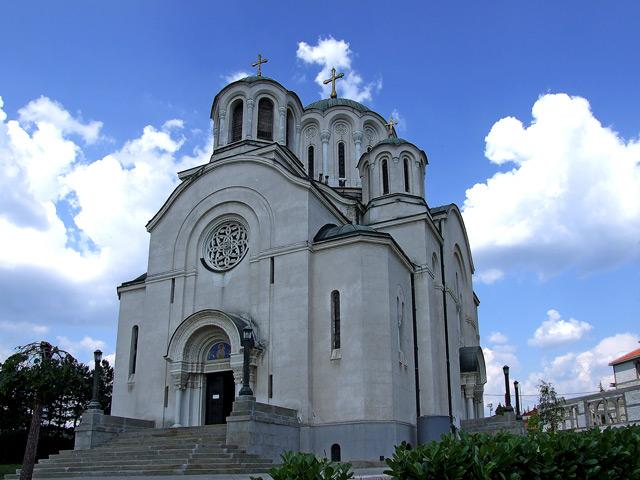
Cerkiew św. Dymitra w Lazarevacu

Lazarevac (cyr. Лазаревац) – miasto w Serbii, w mieście Belgrad, siedziba gminy miejskiej Lazarevac. W 2011 roku liczyło 26 006 mieszkańców.